# مگس‌گیر حنایی
مگس‌گیر حنایی (نام علمی: Myiarchus semirufus) نام یک گونه از تیره ژیان‌مرغ است.